# Premio de Literatura de Islandia
El Premio Literario Islandés (en islandés:Íslensku bókmenntaverðlaunin) es un premio anual que la Asociación de Editores de Islandia les entrega a dos libros. Se fundó en 1989, cuando la Asociación cumplió 100 años. Un premio es para ficción o poesía y el otro para trabajos académicos y de no ficción. Se niminan cinco libros en cada categoría. El premio se entrega en enero.

## Lista de los ganadores en la categoría ficción y poesía
| Año  | Ganador                  | Título (en español)                     | Título (en islandés)                                | Notas |
| 1989 | Stefán Hörður Grímsson   |                                         | Yfir heiðan morgun: ljóð '87-'89                    |       |
| 1990 | Fríða Á. Sigurðardóttir  | A través de la noche                    | Meðan nóttin líður                                  |       |
| 1991 | Guðbergur Bergsson       | El cisne                                | Svanurinn                                           |       |
| 1992 | Þorsteinn frá Hamri      | El marino dormido                       | Sæfarinn sofandi                                    |       |
| 1993 | Hannes Pétursson         |                                         | Eldhylur                                            |       |
| 1994 | Vigdís Grímsdóttir       |                                         | Grandavegur 7                                       |       |
| 1995 | Steinunn Sigurðardóttir  | El lugar del corazón                    | Hjartastaður                                        |       |
| 1996 | Böðvar Guðmundsson       | El árbol de la vida                     | Lífsins tré                                         |       |
| 1997 | Guðbergur Bergsson       |                                         | Faðir og móðir og dulmagn bernskunnar: skáldævisaga |       |
| 1998 | Thor Vilhjálmsson        |                                         | Morgunþula í stráum                                 |       |
| 1999 | Andri Snær Magnason      | La historia del planeta azul            | Sagan af bláa hnettinum                             |       |
| 2000 | Gyrðir Elíasson          |                                         | Gula húsið                                          |       |
| 2001 | Hallgrímur Helgason      | El autor de Islandia                    | Höfundur Íslands                                    |       |
| 2002 | Ingibjörg Haraldsdóttir  |                                         | Hvar sem ég verð                                    |       |
| 2003 | Ólafur Gunnarsson        |                                         | Öxin og jörðin                                      |       |
| 2004 | Auður Jónsdóttir         | La gente en el sótano                   | Fólkið í kjallaranum                                |       |
| 2005 | Jón Kalman Stefánsson    | Luz de verano y entonces viene la noche | Sumarljós og svo kemur nóttin                       |       |
| 2006 | Ólafur Jóhann Ólafsson   |                                         | Aldingarðurinn                                      |       |
| 2007 | Sigurður Pálsson         |                                         | Minnisbók                                           |       |
| 2008 | Einar Kárason            |                                         | Ofsi                                                |       |
| 2009 | Guðmundur Óskarsson      |                                         | Bankster                                            |       |
| 2010 | Gerdur Kristný           | Bloodhoof                               | Blóðhófnir                                          | [ 2 ] |
| 2011 | Guðrún Eva Mínervudóttir |                                         | Allt með kossi vekur                                | [ 3 ] |
| 2012 | Eiríkur Örn Norðdahl     |                                         | Illska                                              |       |
| 2013 | Sjón                     |                                         | Mánasteinn - drengurinn sem aldrei var til          |       |
| 2014 | Ófeigur Sigurðsson       |                                         | Öræfi                                               |       |
| 2015 | Einar Már Guðmundsson    |                                         | Hundadagar                                          |       |
| 2016 | Auður Ava Ólafsdóttir    |                                         | Ör                                                  |       |
| 2017 | Kristín Eiríksdóttir     |                                         | Elín, ýmislegt                                      |       |
| 2018 | Hallgrímur Helgason      |                                         | Sextíu kíló af sólskini                             |       |
| 2019 | Sölvi Björn Sigurðsson   |                                         | Selta - Apókrýfa úr ævi landlæknis                  |       |
| 2020 | Elísabet Jökulsdóttir    |                                         | Aprílsólarkuldi                                     |       |